# Sciurocheirus gabonensis
Sciurocheirus gabonensis is een zoogdier uit de familie van de galago's (Galagidae). De wetenschappelijke naam van de soort werd voor het eerst geldig gepubliceerd door John Edward Gray in 1863.